# Rainer Moritz

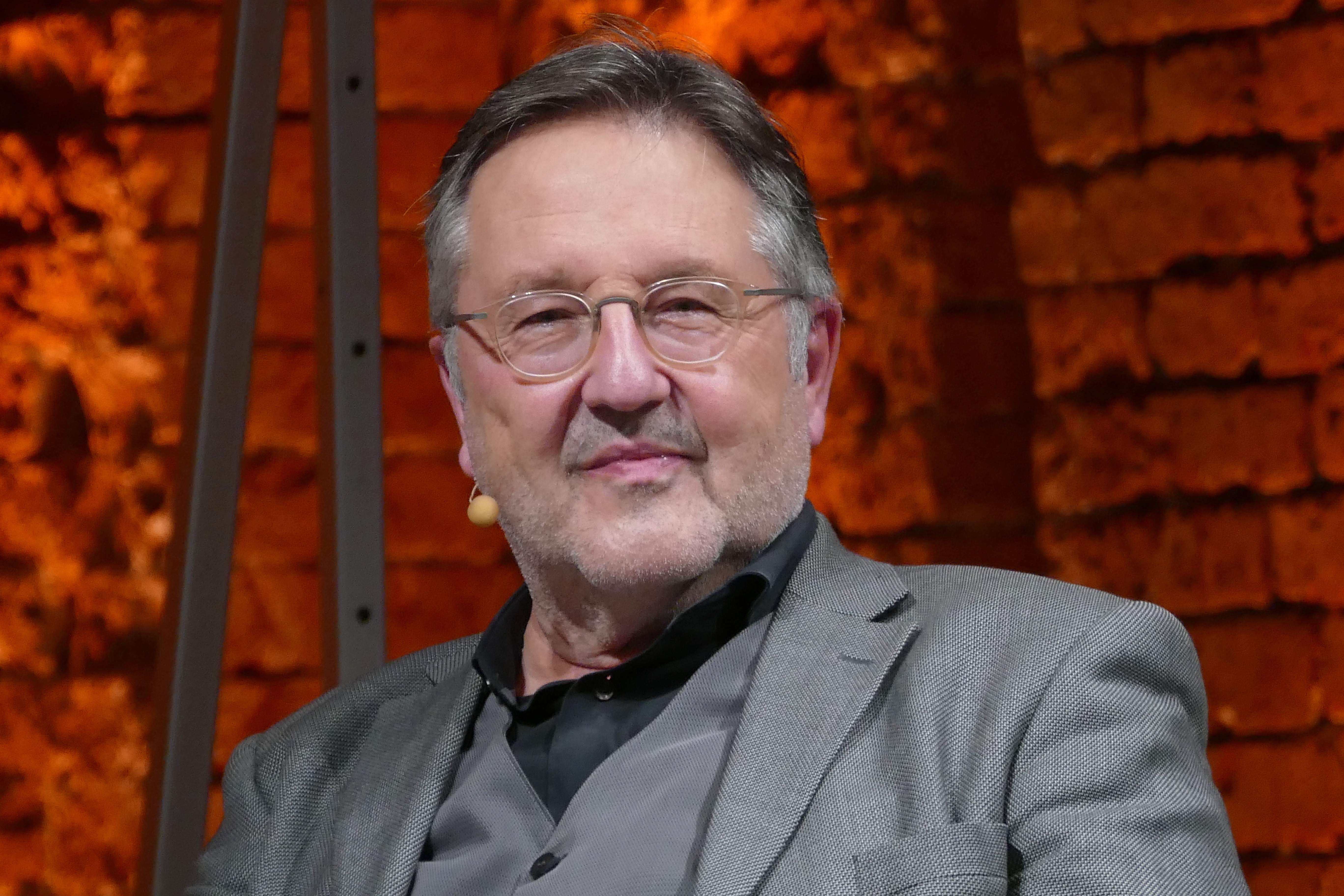
Rainer Moritz beim Bayerischen Buchpreis 2021

Rainer Moritz (* 26. April 1958 in Heilbronn) ist ein deutscher Germanist, Literaturkritiker, Übersetzer und Autor.

## Leben
Nach dem Abitur am Robert-Mayer-Gymnasium Heilbronn im Jahr 1977 studierte er an der Universität Tübingen Germanistik, Philosophie und Romanistik. 1988 promovierte er mit einer literaturwissenschaftlichen Arbeit über Hermann Lenz. 
Von 1989 bis 2005 arbeitete er in mehreren Verlagen, zunächst bis 1991 als Lektor beim Tübinger Francke-Verlag, von 1991 bis 1995 als Leiter der Philologischen Abteilung beim Berliner Erich Schmidt Verlag, dann als Cheflektor beim Verlag Reclam Leipzig und von 1998 bis 2004 als Programmgeschäftsführer beim Verlag Hoffmann und Campe.
Von 2005 bis 2025 leitete er das Literaturhaus Hamburg. Er ist Vizepräsident der Marcel Proust Gesellschaft, Mitglied des PEN-Zentrums Deutschland sowie der Deutschen Akademie für Fußball-Kultur. Er ist Literaturkritiker für mehrere Tageszeitungen und Rundfunksender und Autor zahlreicher Bücher.  Beim Radiosender Bremen Zwei von Radio Bremen ist Moritz einmal wöchentlich am Freitagmorgen als Kolumnist unter dem Titel Die Welt mit Moritz zu hören. Im Gespräch mit dem Moderator analysiert er dort humorvoll kuriose Meldungen aus der Nachrichtenwelt oder philosophiert über das aktuelle Zeitgeschehen.
2020 gehörte er der Jury des Bayerischen Buchpreises an.

## Werke
- Und das Meer singt sein Lied. marebuchverlag, Hamburg 2004, ISBN 3-936384-87-8
- (als Hrsg.) Vorne fallen die Tore. Fußball-Geschichte(n) von Sokrates bis Jürgen Klinsmann. Ausgewählt und ballsicher kommentiert von Rainer Moritz. Fischer-Taschenbuch-Verlag, Frankfurt am Main 2006, ISBN 978-3-596-16742-5
- mit Ole Könnecke: Der kleine Fernbeziehungsberater. Sanssouci, München 2006, ISBN 978-3-7254-1391-1
- Abseits. Das letzte Geheimnis des Fußballs. Kunstmann, München 2006, ISBN 978-3-88897-429-8
- mit Ole Könnecke: Der kleine Schlafberater. Rowohlt-Taschenbuch-Verlag, Reinbek 2006, ISBN 978-3-499-24276-2
- Die Überlebensbibliothek. Bücher für alle Lebenslagen. Piper, München 2007, ISBN 978-3-492-25055-9; wieder 2006 ISBN 978-3-492-04764-7
- mit Ole Könnecke: Der kleine Fernbeziehungsberater. Rowohlt-Taschenbuch-Verlag, Reinbek 2008, ISBN 978-3-499-24543-5
- Ich Wirtschaftswunderkind. Mein famoses Leben mit Peggy March, Petar Radenković und Schmelzkäseecken. Piper, München 2008, ISBN 978-3-492-04765-4; wieder 2010 ISBN 978-3-492-25748-0
- mit Matthias Brandt u. a. NDR Info, Regie und Redaktion Ulrike Toma: Wir Wirtschaftswunderkinder. 60 Jahre Bundesrepublik Deutschland. Feature [Tonträger]. Deutscher Audioverlag DAV, [Berlin] 2009, ISBN 978-3-89813-882-6
- Abseits. Das letzte Geheimnis des Fußballs. Kunstmann, München 2010, 2., durchges. und erw. Aufl., ISBN 978-3-88897-650-6
- mit Reto Guntli und Agi Simões: Die schönsten Buchhandlungen Europas. Gerstenberg, Hildesheim 2010, ISBN 978-3-8369-2613-3
- Madame Cottard und eine Ahnung von Liebe. Roman. Piper, München 2009, ISBN 978-3-492-05358-7; wieder 2010 ISBN 978-3-492-25964-4
- Der ganz große Traum. ... oder wie der Lehrer Konrad Koch den Fußball nach Deutschland brachte. Roman. Nach einem Drehbuch von Philipp Roth und Johanna Stuttmann und einer Idee von Sebastian Grobler und Raoul Reinert. Rowohlt TB, Reinbek 2011, ISBN 978-3-499-25692-9
- Madame Cottard und die Furcht vor dem Glück. Roman. Piper, München 2011, ISBN 978-3-492-05425-6
- Sophie fährt in die Berge. Roman. Piper, München 2012, ISBN 978-3-492-05426-3
- Der fatale Glaube an das Glück: Richard Yates – sein Leben, sein Werk. Deutsche Verlags-Anstalt, 2012, ISBN 978-3-421-04452-5
- Heilbronn und Umgebung. 66 Lieblingsplätze und 11 Persönlichkeiten. Mit Bildern von Roland Schweizer. Gmeiner, Meßkirch 2012, ISBN 978-3-8392-1258-5
- Schnauze voll! Schluss mit dem Optimierungsquatsch. Hansisches Druck- und Verlagshaus, Frankfurt 2015, ISBN 978-3-86921-270-8
- Wer hat den schlechtesten Sex? Eine literarische Stellensuche. Deutsche Verlagsanstalt, München 2015, ISBN 978-3-421-04644-4
- Helden des Südwestens. Was wir lieben: Lurchi, Löw und Laugenbrezel. Silberburg-Verlag, Tübingen 2016, ISBN 978-3-8425-2001-1
- (als Hrsg.) Frankreich à la carte. Kulinarische Geschichten. Ebersbach & Simon, Berlin 2017, ISBN 978-3-86915-154-0
- Schlager. 100 Seiten. Ditzingen, Reclam 2017, ISBN 978-3-15-020440-5
- Mein Vater, die Dinge und der Tod. Antje Kunstmann, München 2018, ISBN 978-3-95614-257-4
- Zum See ging man zu Fuß. Wo die Dichter wohnen. Spaziergänge von Lübeck bis Zürich. Mit Bildern von Anna Aicher. Knesebeck, München 2019, ISBN 978-3-95728-056-5
- Leseparadiese. Eine Liebeserklärung an die Buchhandlung. Sanssouci, München, Wien 2019, ISBN 978-3-99056-049-5
- Als wär das Leben so. Roman. Oktopus, Zürich 2021, ISBN 978-3-311-30001-4
- Heldinnen und Helden des Südwestens. 8 Grad Verlag 2023, ISBN 978-3-910228-32-0
- Udo Jürgens. Philipp Reclam jun, Ditzingen 2024, ISBN 978-3-15-020671-3.

## Als Übersetzer
- Pierre Bost: Bankrott. (Faillite) Nachwort des Übers. Dörlemann, Zürich 2015
- Pierre Bost: Ein Sonntag auf dem Lande. (Monsieur l’admiral va bientôt mourir) Nachwort des Übers. Dörlemann, Zürich 2013
- Françoise Sagan: Bonjour tristesse. Ullstein, Berlin 2017 (Neuübersetzung)
- Georges Simenon: Maigret und der Treidler der Providence. Kampa, Zürich 2019 (Neuübersetzung)

## Auszeichnungen
- 2010: Elbschwanenorden[8]
- 2015: Ehrentitel „Professor“, verliehen durch den Hamburger Senat[9]